# Mount Vernon (Dakota del Sur)
Mount Vernon es una ciudad ubicada en el condado de Davison en el estado estadounidense de Dakota del Sur. En el Censo de 2010 tenía una población de 462 habitantes y una densidad poblacional de 512,58 personas por km².

## Geografía
Mount Vernon se encuentra ubicada en las coordenadas 43°42′46″N 98°15′39″O / 43.71278, -98.26083. Según la Oficina del Censo de los Estados Unidos, Mount Vernon tiene una superficie total de 0.9 km², de la cual 0.9 km² corresponden a tierra firme y (0%) 0 km² es agua.

## Demografía
Según el censo de 2010, había 462 personas residiendo en Mount Vernon. La densidad de población era de 512,58 hab./km². De los 462 habitantes, Mount Vernon estaba compuesto por el 92.64% blancos, el 0% eran afroamericanos, el 5.41% eran amerindios, el 0% eran asiáticos, el 0.43% eran isleños del Pacífico, el 0% eran de otras razas y el 1.52% pertenecían a dos o más razas. Del total de la población el 2.16% eran hispanos o latinos de cualquier raza.